# Lipik durante la guerra de Croacia
Durante la Guerra de Croacia, Lipik fue escenario de una serie de enfrentamientos militares entre unidades de la Guardia Nacional Croata (luego Ejército Croata) y de la Policía Especial (MUP) contra tropas del Ejército Popular Yugoslavo (JNA) y milicias de las Fuerzas de Defensa Territorial Serbias que respondían a la Región Autónoma Serbia de Eslavonia Occidental. El enfrentamiento provocó un importante daño en la infraestructura y la separación de las comunidades que la habitaban. La iglesia católica fue totalmente destruida.
Si bien hubo escaramuzas desde mediados de agosto de 1991, los combates principales se iniciaron el 6 de octubre y se prolongaron hasta el 7 de diciembre. A pesar de haber pasado a manos yugoslavas en octubre, los independentistas croatas lograron recuperar la ciudad de Lipik y mantenerla en sus manos al momento del alto al fuego del 3 de enero de 1992 acordado en Sarajevo (Plan Vance). La ofensiva croata de 1995 no afectó a la ciudad pero sí implicó operaciones en el actual municipio homónimo, en Donji Čaglić y más al Sur.  
La dureza de los combates se evidenció en que cuatro de los jefes de la defensa de la ciudad murieron en combate: Marijan Zunic, Zdravko Mance, Berislav Ivosevic e Ibrahim Abushaala (alias Gadafi). Abushaala fue reemplazado por Branko Božičević que falleció el 17 de junio de 1992 combatiendo en Bosnia.
Los croatas consideran a Lipik como la primera ciudad en ser recuperada durante su Guerra de la Independencia.

## Situación de la localidad antes de la guerra

### Contexto geográfico
La ciudad de Lipik se encuentra en un sector llano a los pies de las alturas de Psunj. El río Pakra (de escaso caudal y ancho) la divide en sentido Noreste - Sudoeste aunque la mayor parte del emplazamiento está al Noroeste. Desde el Norte de Donji Čaglić, al sur. se puede dominar por las vistas a toda la localidad dada la diferencia de altura.

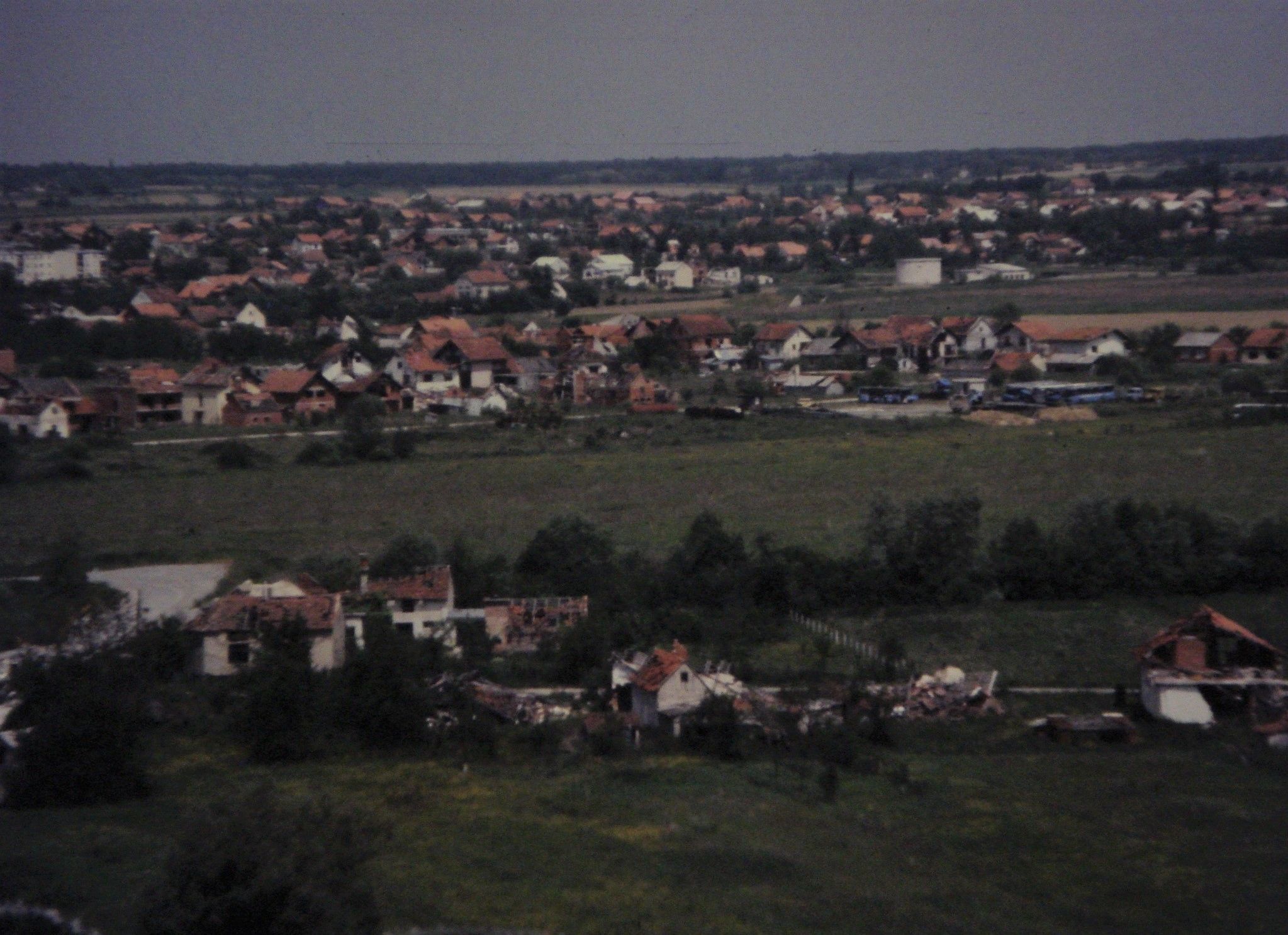
Toma fotográfica de Lipik desde Donji Čaglić. Se pueden observar las consecuencias de la guerra de 1991.

Al igual que en el municipio de Pakrac, del cual la localidad era parte en 1991, existía antes de la Guerra un importante número de serbios en Lipik al igual que en las aldeas de sus alrededores.

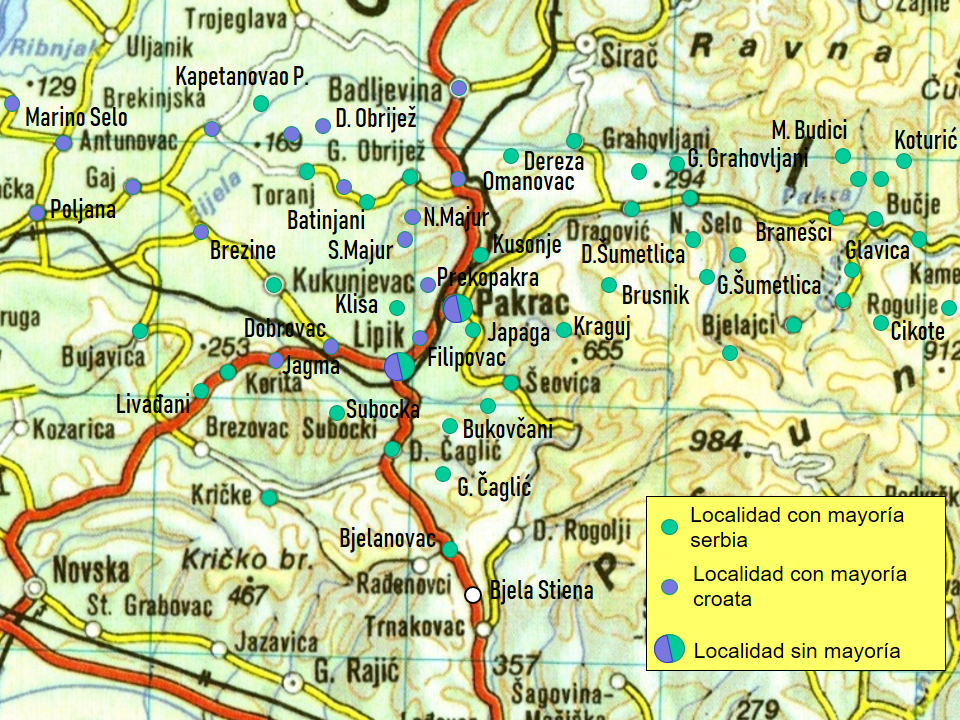
Composición étnica de la municipalidad de Pakrac durante el año 1991, por localidades.

| Año  | Total | Croatas | Serbios | Musulmanes      | Yugoslavos | Otros |
| ---- | ----- | ------- | ------- | --------------- | ---------- | ----- |
| 1953 | 3228  | 1108    | 1691    | No discriminado | 12         | 417   |
| 1991 | 3725  | 1447    | 1499    | 10              | 249        | 520   |

| Localidad    | Distancia de Lipik (línea recta) | Total | Croatas | Serbios |
| ------------ | -------------------------------- | ----- | ------- | ------- |
| Brezine      | 10 km.                           | 308   | 257     | 14      |
| Bukovčani    | 1,5 km.                          | 149   | 32      | 111     |
| Dobrovac     | 2,9 km.                          | 663   | 398     | 187     |
| Donji Čaglić | 1,7 km.                          | 505   | 182     | 270     |
| Filipovac    | 1,1 km.                          | 493   | 283     | 50      |
| Jagma        | 4,4 km.                          | 206   | 2       | 198     |
| Japaga       | 2,8 km.                          | 291   | 8       | 265     |
| Klisa        | 2,4 km.                          | 139   | 47      | 82      |
| Kukunjevac   | 6 km.                            | 1082  | 128     | 832     |
| Subocka      | 3,5 km.                          | 351   | 6       | 331     |

### Contexto Político
Después de las primeras elecciones multipartididarias en la República Socialista de Croacia del 30 de mayo de 1990, la Unión Democrática Croata (HDZ) tomó el poder. El objetivo político de este partido era crear un estado croata independiente dejando atrás la experiencia yugoslava. Un año después, el HDZ promovió un referéndum sobre independencia, en el que el 93% de los ciudadanos declararon su separación de Yugoslavia. Ante esta situación, la comunidad serbocroata se opuso firmemente a ser una minoría en un estado croata independiente.
Eslavonia Occidental fue uno de los puntos focales del levantamiento serbio en Croacia. El primer conflicto armado (aunque sin derramamiento de sangre) entre la policía croata y los serbios tuvo lugar en Pakrac el 1 y 2 de marzo de 1991. Durante dicho enfrentamiento, los últimos intentaron tomar el control de la estación de policía. A partir de entonces, comenzaron varios incidentes como derribar banderas croatas, arrojar explosivos contra objetos privados, públicos y sagrados, interrumpir las vías de ferrocarril, matar a agentes de policía croatas, secuestrar e interceptar personas. El incidente tuvo un significado especial porque fue la primera escaramuza importante en lo que se convertiría en la Guerra de Independencia de Croacia, una lucha a gran escala entre Croacia y su población serbia rebelde apoyada por Serbia y el JNA.
La primera víctima mortal en el municipio de Pakrac fue un policía croata que hacía un control de tránsito en Omanovac el 9 de junio de 1991. El segundo fue el 16 de julio de 1991, en el centro de Lipik, cuando una patrulla policial croata recibió fuego siendo uno de los integrantes muerto y dos heridos.
Ante el fuerte aumento de tensiones, el 12 de agosto de 1991, en la sesión del comité del Partido Democrático Serbio (SDS) de Eslavonia Occidental, se promulgó la creación de la Región Autónoma Serbia de Eslavonia Occidental (SAO-ZS). En el momento de la declaración, comprendía Pakrac, Daruvar, Grubišno Polje, Podravska Slatina, partes de Orahovica y Okučani.3 Este levantamiento se concretó, inicialmente con el emplazamiento de barricadas en sectores controlados por los serbocroatas y la movilización de la estructura militar.
La lucha abierta se inició en Okučani el día 14. En el municipio de Pakrac comenzó el 19 de agosto.

## Inicio de la Guerra en el Municipio de Pakrac

### Situación inicial en Lipik
Al inicio de la guerra de Croacia, en la mañana del 19 de agosto, comenzó el bombardeo de Pakrac, Prekopakra, Lipik, Dobrovac y Filipovac. Paralelamente al bombardeo, un ataque de milicias serbias se lanzó contra la estación de policía de Pakrac así como contra el centro de la ciudad. Sin embargo, la situación en Lipik se mantuvo relativamente calma. La ciudad se quedó en manos croatas en el inicio del levantamiento serbio. La situación cambiará dramáticamente a fin de septiembre.
En Lipik, Dobrovac y Filipovac ya existía una defensa organizada basada en puntos fuertes. Los defensores eran voluntarios, en un número aproximado de cien. Actuaban de manera independiente pero cooperan y coordinan la defensa con la policía de Pakrac y con combatientes de localidades vecinas. En el período comprendido entre el 19 de agosto y el 24 de septiembre, algunos voluntarios de Lipik participaron activamente en la defensa de Pakrac. Sin embargo, a fines de septiembre, el foco del ataque se trasladó a Lipik.

### Planes del Ejército Popular Yugoslavo
El 19 de septiembre, el 1.º Distrito Militar del Ejército Popular Yugoslavo (JNA) impartió a orden al 5.º Cuerpo, en el contexto de una ofensiva general, de atacar en las direcciones Okučani - Pakrac - Virovitica y Okučani - Kutina con el objeto de cortar Eslavonia en cooperación con el 12.º Cuerpo y la 1.ª División de Infantería Mecanizada de Guardia. A partir de entonces, las brigadas avanzaron en cuatro ejes:
- Okučani - Novska (a cargo de 16.ª Brigada Proletaria) llegando a Stari Grabovac.
- Okučani - Lipik / Pakrac (2.ª y 343.ª Brigada), ocupando Lipik y llegando hasta las alturas Ravna Gora (Dereza - Donji Grahovljani - Kusonje - Kragulj), al norte de Pakrac.
- Okučani - Nova Gradiška (329.ª Brigada Blindada) alcanzando  posiciones en Mašić como más al este.
- Bosansla Dubica - Jasenovac (11.ª Brigada Partisana y 6.ª Brigada Partisana), ingresando a esa localidad el 8 de octubre.

Su objetivo era destruir fuerzas croatas y desbloquear las guarniciones del JNA que habían sido rodeadas en sus asientos de paz.

## Primera acción ofensiva Yugoslava

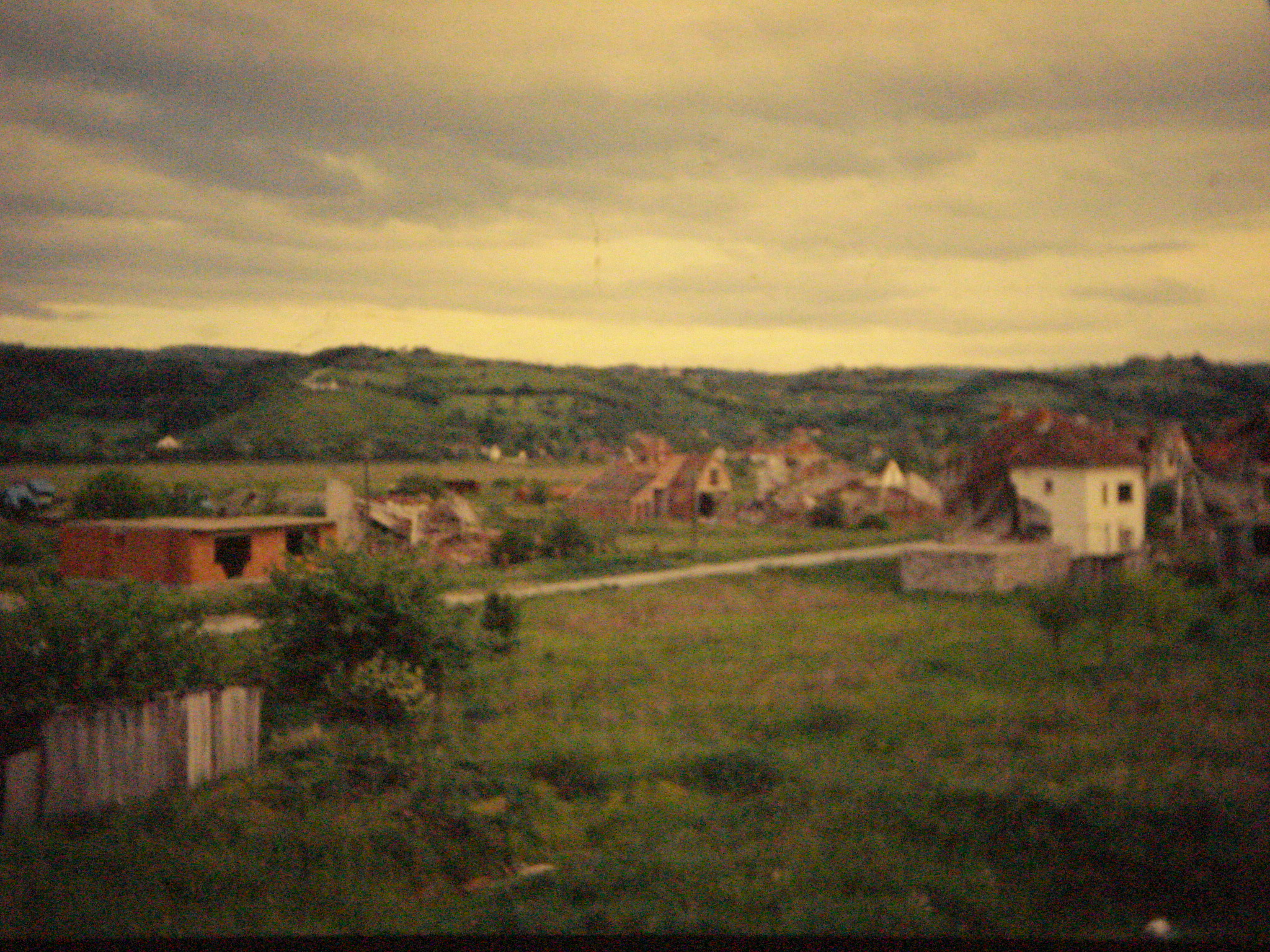
Vista desde Lipik hacia Donji Čaglić (1994). Dirección general de la toma hacia el sur.

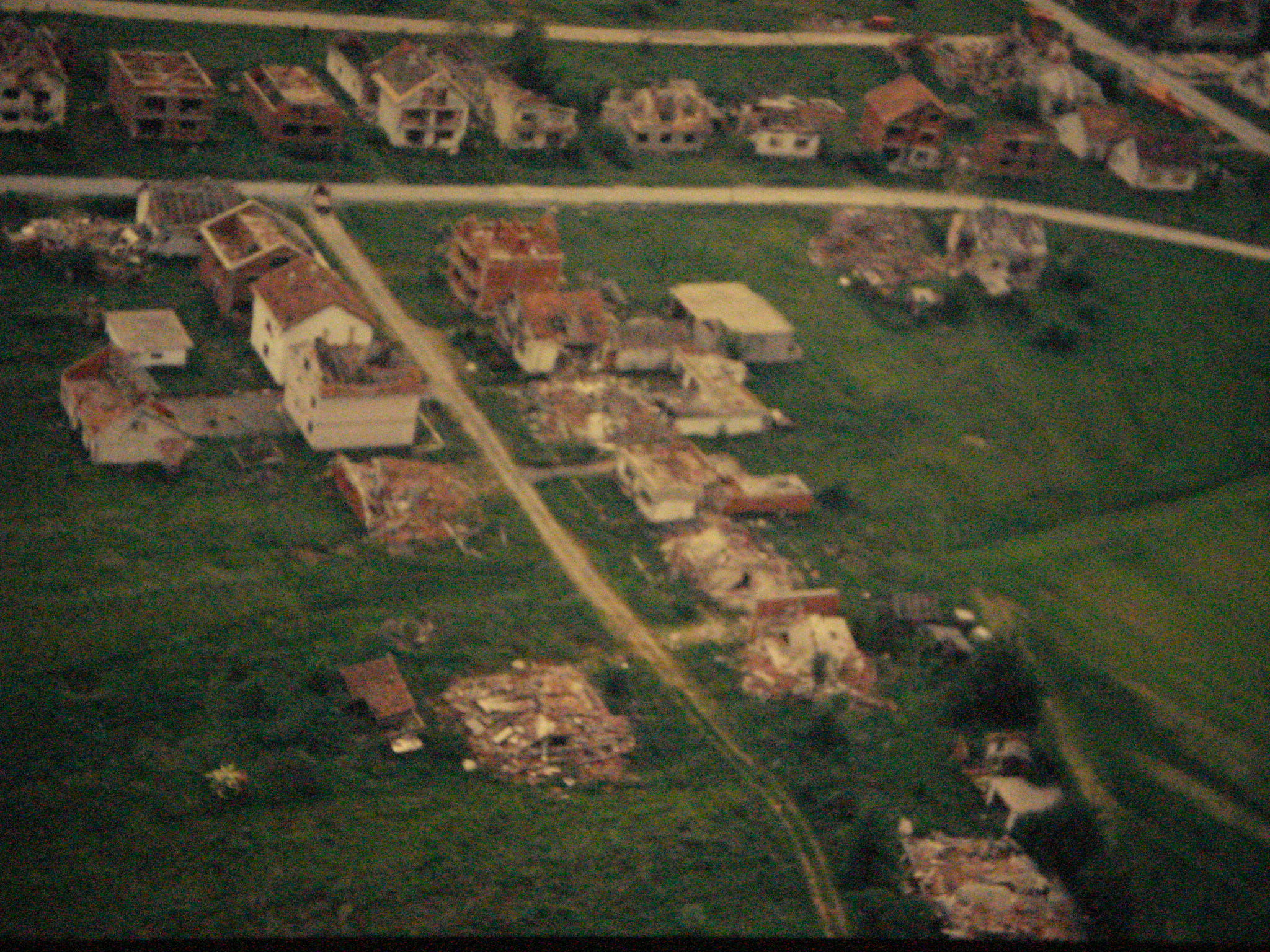
Vista aérea Lipik (1994). Observase destrucción causada por la guerra. Sector al sudeste del río Pakra.

La calma terminó a fin de septiembre, hecho que no solo afectó la situación táctica en la localidad sino también al importante centro de salud allí existente. A pesar de la presencia de señalización como instalación sanitaria y de no tener tropas en su interior fue atacado. El 19 de ese mes, un número de disparos de mortero cayeron en proximidad del Centro de Enfermedades Neurológicas, dañando su fachada. rompiendo ventanas y cortando el suministro eléctrico y las líneas telefónicas. Como consecuencia, unos 70 pacientes que tenían movilidad propia fueron evacuados.
El 24 de septiembre, se produjo un fuerte ataque de artillería contra Lipik, Dobrovac y Filipovac provocando la autoevacuación de la población civil que aún quedaba.
El 25, unas cien granadas cayeron en el centro de salud por lo que los enfermos que aun permanecían fueron evacuados, mayormente con infartos cerebrovasculares. El 29, un nuevo ataque de artillería se produjo devastando las instalaciones. Se destruyó la cocina, el edificio de fisioterapia, el sistema de calefacción y de abastecimiento de agua.
El 28 de septiembre Donji Čaglić cayó en manos de las milicias serbias (Fuerzas de Defensa Territorial o TO Donji Čaglić). Esa localidad, de mayoría serbia, había sido retenida por un grupo de pobladores no-serbios evitando la acción directa sobre Lipik.
La acción ofensiva general del JNA al norte de la línea de contacto se iniciaron a principios de octubre de 1991. Al norte de Okučani, las unidades de la 343.° Brigada Motorizada JNA, la 5.° Brigada Partisana JNA y las milicias locales serbias comenzaron las acciones para ocupar Lipik y Pakrac desde la línea Subocka - Donji Caglić - Šeovica - Kraguj - Kusonje y de aldeas predominantemente pobladas de serbios al noroeste de Pakrac.

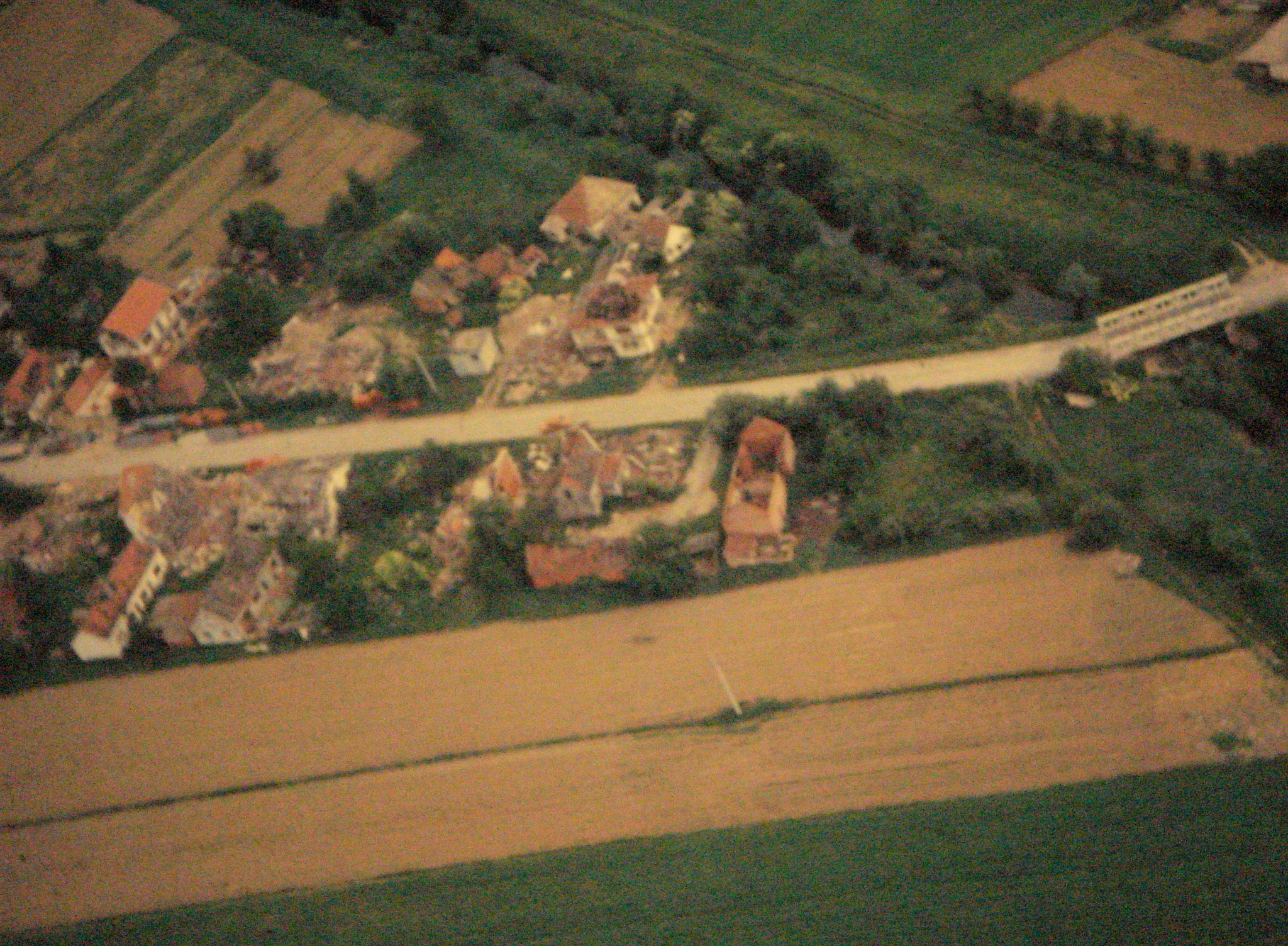
Vista aérea puente Bailey emplazado por UNPROFOR sobre el río Pakra en Lipik. Linde sur de la ciudad. Sector afectado por las operaciones de 1991.

El 3 de octubre, tropas de la 343.° Brigada Motorizada, dependiente del 5.ª Cuerpo Yugoslavo de Banja Luka ingresaron a Donji Caglić. El día 6, las tropas del JNA alcanzaron al río Pakra y bloquearon la ruta en Kukunjevac y Batinjani, dejando a Lipik y a Pakrac a un cerco completo. El intento de ingresar a Lipik fracasó pero es muerto el jefe de la defensa local, Zdravko Mance. El bloqueo en la retaguadia de los defensores de Pakrac y Lipik fue levantado recién el 10 costándole a los croatas veintitrés muertos (ver Combate de Batinjani).
El 7, los croatas demolieron el puente sobre el río Pakra. La situación de los defensores era verdaderamente crítica.
El 11, el JNA y milicianos iniciaron el cruce del río Pakra colocando un puente de ingenieros. Al día siguiente, en una mañana de fuerte niebla, infantería y tanques avanzaron en dos ejes: Donji Čaglić - Lipik; Jagma - Dobrovac - Lipik. Como resultado, los Yugoslavos (4/Br Mot 343 Prijedor) ocuparon la mitad sur de la ciudad, por lo que las defensas se replegaron a Filipovac. Con refuerzos, la Guardia Nacional Croata (ZNG) volvió a la mitad este de Lipik a mantener el contacto. Los yugoslavos, debido a sus bajas, no continuaron con el avance.
El 14 de octubre, miembros del 56.° Batallón Independiente (Kutina) y miembros de la Policía Especial liberaron la aldea de Bujavica, punto más alejado que alcanzaron los serbios en la municipalidad.
En los combates de Lipik y Dobrovac, hasta el 12 de octubre, los croatas tuvieron doce muertos y unos treinta heridos. El 5 de octubre, el Kursalon fue alcanzado por proyectiles incendiarios y la Iglesia Católica fue bombardeada y completamente destruida tan pronto como los yugoslavos entraron en el centro de Lipik.

### Establecimiento del Batallón Independiente 76 - Pakrac
El Batallón Independiente 76 de Pakrac fue constituido el 28 de octubre de 1991 y fue la base para la defensa de la región de Pakrac. Su zona de responsabilidad era la línea Poljana - Gaj - Kukunjevac - Dobrovac - Lipik - Filipovac - Pakrac - Omanovac - Badljevina y a lo largo de la línea Donja Obrijež - Kapetanovo Polje - Brekinska. Tenía seis compañías, cada una con 100-120 miembros. El batallón contaba con unos 700 soldados activos.
La 1.° Compañía del batallón defendió el área desde Dobrovac a través de Lipik hasta una fábrica de ladrillos en Filipovac.

### Segunda acción ofensiva Yugoslava. Ocupación completa de la ciudad.
El 27 de noviembre, el JNA y milicianos serbios reiniciaron las acciones ofensivas empleando tanques, artillería y elementos de la 63 Brigada Paracaidista del JNA. Unas 40 personas se encontraban defendiendo la localidad. Los croatas fueron expulsados totalmente de la ciudad por lo que se replegaron a Filipovac, donde se estableció la defensa (200 combatientes). 
Las bajas croatas fueron seis muertos y 12 heridos.
Dobrovac y Kukunjevac estaban ocupadas por el JNA. La línea ocupada por esas fuerzas en la ciudad fue Cementerio de Lipik - calles Nazorova y Tesla.

## Operación Orada
El 28 de noviembre de 1991, el Ejército Popular Yugoslavo (JNA), apoyado por milicias serbias, había ocupado la totalidad de la localidad. Los croatas fueron expulsados totalmente de la ciudad por lo que se replegaron a Filipovac, donde se restableció la defensa. Ese día murió en combate el jefe de la defensa de la ciudad, Ibrahim Milad Salem Abushaala, conocido como Gadafi.
Las tropas que defendían la ciudad lo hacían con la bandera yugoslava.
A principios de diciembre de 1991, las fuerzas croatas iniciaron la lucha para la liberación de las partes ocupadas de la ciudad de Pakrac y de las localidades aledañas. El 5, los croatas, bajo el mando de la Zona Operativa Bjelovar, comenzaron la Operación Orada para la recuperación de la ciudad y sus alrededores.
Los elementos policiales y militares intervinientes fueron la 1.° Compañía del 76.º Batallón Independiente Pakrac; siete tanques y un vehículo de infantería de la 105.° Brigada Bjelovar; una compañía de la Policía Especial (MUP) de Poljana y una sección de la policía de Zabok; 1.° Compañía del 54.º Batallón Independiente Čakovec; una compañía de la 104.° Brigada Varaždin; fracciones de 3.° Batallón de la 117.ª Brigada Križevci; fracciones de 73.º Batallón Independiente Garešnica y fracciones de 56.º Batallón Independiente Kutina. La totalidad de tropas disponibles era de aproximadamente 600 miembros con el apoyo de tanques.
La acción comenzó el 5 de diciembre por la mañana con la preparación de artillería, seguida de un ataque desde la línea de las aldeas Klisa - Filipovac. Los atacantes pudieron ocupar el primer día la parte norte y este de Lipik y Dobrovac cortando los enlaces de los serbios de Kukunjevac y Lipik.
El 6 de diciembre, al mediodía, los croatas ingresaron al centro de la ciudad. Las fuerzas yugoslavas y serbias se replegaron al sur del río Pakra, alcanzando las alturas de Donji Čaglić.
Las bajas croatas fueron cinco policías y un miembro de la 117.° Brigada muertos y veintidós heridos.

## Operaciones posteriores
En la noche del 7 al 8 de diciembre, las fuerzas de la 1.ª Brigada de Guardia croata se reagruparon y en la mañana del 8 comenzaron el ataque contra Jagma. Después de un combate de cinco horas, la aldea fue ocupada. Los yugoslavos y serbios se replegaron a Gornja Subocka. Partiendo de Jagma - Livađani - Kričke, las fuerzas croatas lanzaron un ataque general en toda la línea del frente. La 1.ª Brigada de Guardia derrotó en Gornja y Donja Subocka y Kričke el 9.
Después del 9 de diciembre de 1991, el foco de la guerra se trasladaría a Pakrac, donde continuarían 20 días de lucha hasta el 29 de diciembre cuando finalizó la fracasada Acción Alfa. Esto se dio aprovechando la iniciativa en el área de Pakrac. El 11 de diciembre de 1991 tomaron medidas para liberar las partes ocupadas de Pakrac.

## Lipik luego del alto al fuego

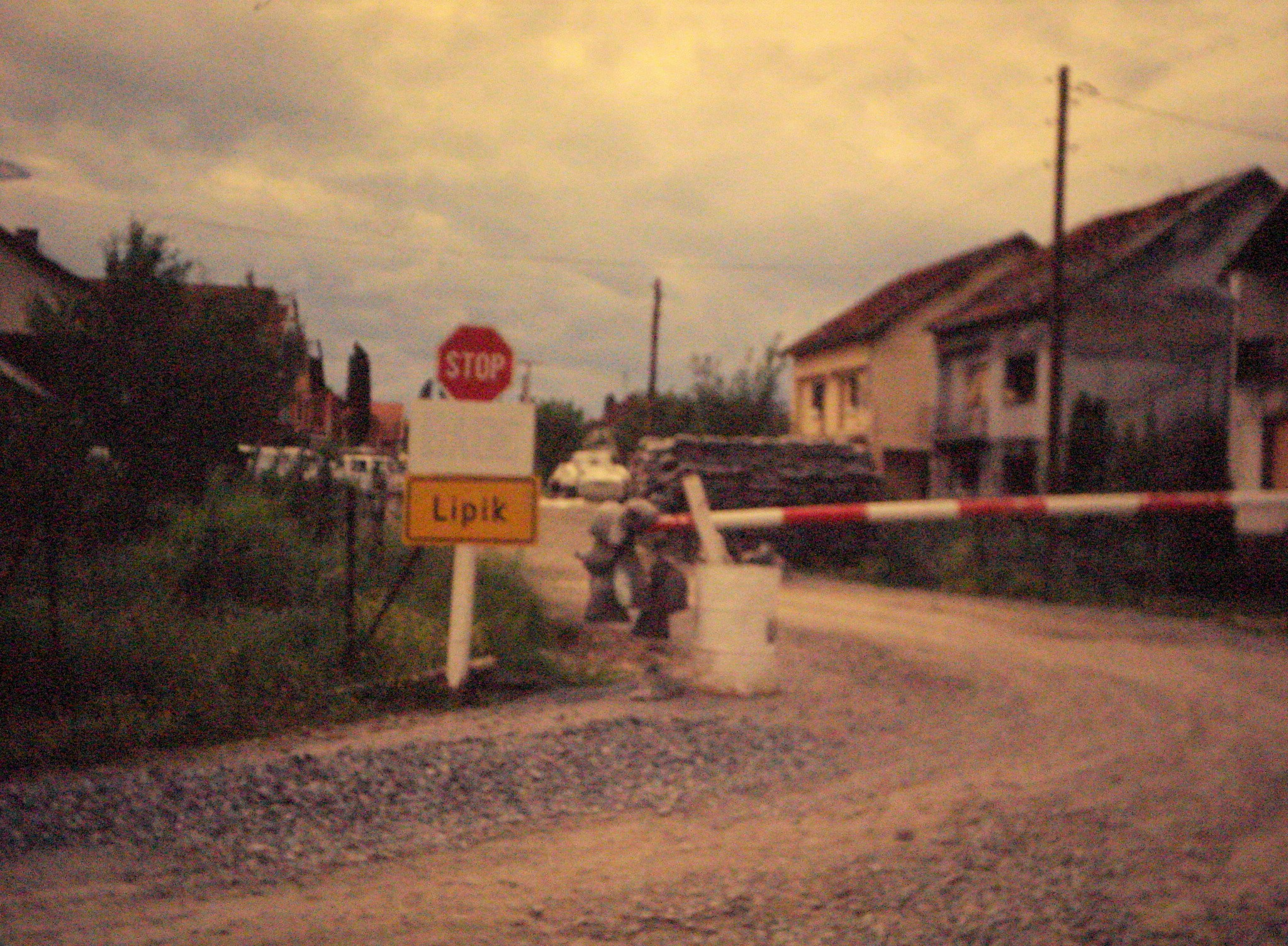
UNPROFOR - Base Lipik. Primer semestre de 1994

La guerra provocó un enorme daño en la infraestructura edilicia de la ciudad y la evacuación de los habitantes. Lipik sufrió una enorme destrucción por la guerra y más del 90% de los edificios fueron destruidos.
Con la firma del alto al fuego del 2 de enero de 1992 y el arribo de las tropas de Naciones Unidas al sector la situación comienza a normalizarse lentamente. La línea de separación de los contendientes se encontraba entre Lipik y Donji Čaglić, en proximidades del puente sobre el río Pakra. 
UNPROFOR estableció en la municipalidad, entre 1992 y 1995, distintas instalaciones donde sirvieron, inicialmente tropas canadienses, luego argentinas y, por último, jordanas.
Las instalaciones del hospital también fueron devastadas por lo que debió dejar de funcionar. Algunas de sus partes se renovaron en 1992, cuando se restablecieron las actividades primarias: medicina física y rehabilitación (hospitalización e internación). Parte de sus instalaciones se usaron como alojamiento temporal para refugiados. En marzo de 1994, tras una decisión del Ministerio de Salud croata, el hospital recuperó el estatus de hospital especializado para rehabilitación médica.
El 1 de mayo de 1995, los croatas iniciaron la Operación Bljesak. Uno de los ejes de avance se desarrolló hacia la aldea de Donji Čaglić que estaba ocupada por los serbios entonces. Sin embargo, las operaciones no afectaron la ciudad de Lipik. 